# Yoshimitsu Morita
Yoshimitsu Morita (Chigasaki, Kanagawa; 25 de enero de 1950 - Tokio; 20 de diciembre de 2011), fue un director de cine japonés. Autodidacta, hizo su debut en 1981. En 1983, fue aclamado por su película Kazoku Gēmu que fue votado como la mejor película del año por los críticos japoneses. También le hizo ganar el Sindictado de Directores de Japón.
Morita ha estado nominado por ocho premios de la Academia Japonés. También ganó el premio por mejor director en el Festival de Cine Yokohama por Keiho.

## Filmografía
- Sanjuro (2007)
- Mamiya kyodai (The Mamiya Brothers) (2006)
- Umineko (The Seagull) (2004)
- Ashura no Gotoku (Like Asura) (2003)
- Mohou-han (Copycat Killer) (2002)
- Kuroi Ie (The Black House) (1999)
- 39 Keihō dai Sanjūkyū jō (Keiho) (1999)
- Shitsurakuen (Paradise Lost) (1997)
- (Haru) (1996)
- Mirai no Omoide: Last Christmas (Future Memories: Last Christmas) (1992)
- Oishii Kekkon (Happy Wedding) (1991)
- Kitchen (1989)
- Ai to Heisei no Iro - Otoko (1989)
- Kanashi Iro Yanen (1988)
- Sorobanzuku (1986)
- Sorekara (And Then) (1985)
- Mein tēma (Main Theme) (1984)
- Tokimeki ni Shisu (1984)
- Kazoku Gēmu (The Family Game) (1983)
- Pink Cut: Futoku Aishite Fukaku Aishite (1983)
- Zūmu Appu: Maruhon Uwasa no Sutorippa (también conocida como Uwasa no Stripper) (1982)
- Shibugakitai: Boys and Girls (1982)
- No Yōna Mono (1981)